# Bembidion pedicellatum
Bembidion pedicellatum är en skalbaggsart som beskrevs av John Lawrence LeConte 1857. Bembidion pedicellatum ingår i släktet Bembidion och familjen jordlöpare. Inga underarter finns listade i Catalogue of Life.